# Алакнанда
Алакнанда (устар.: Алакнанда-Ганга, Алакананда; хинди अलकनन्दा नदी, англ. Alaknanda) — река в Гималаях. Находится в индийском штате Уттаракханд, меньшая из двух рек (с Бхагиратхи), которые при слиянии формируют реку Ганг. Длина реки оценивается 229 или 240 км. Площадь речного бассейна составляет 10237 км². Исток находится в горах на высоте 3800 м над уровнем моря. Верховье реки протекает через узкие и глубокие ущелья. Левыми притоками являются реки Сарасвати, Дхаулиганга, Гарунганга, Паталганга, Бирехиганга, Нандакини и Пиндар, а правым — Мандакини.
Питание реки преимущественно за счет таяния снега и льда двух ледников Сатопантх и Бхагиратх-Карак, а также муссонных дождей. Осадки выпадают с июля по сентябрь, их количество от 1000 до 1600 мм. В течение сезона наблюдаются большие перепады расхода воды, минимальное значение составляет 85 м³/с, максимальное — 3000 м³/с. Максимальный сток приходится на период с июня по сентябрь.
Материнские породы в бассейне реки представлены осадочными и сильно метаморфизованными гнейсовидными породами. В верхнем течении выходят на поверхность мигматизированные и гранитизированные отложения архейского периода. В среднем течении после выхода с кристаллического щита река проходит сквозь известняковые, мраморные и кварцитные отложения формаций Теджам и Беринаг. В нижнем течении преобладают известняки и доломитсодержащие породы формации Уттаркаши и выходы филлитовых и слюдистых граувакков формации Чандпур.
Формирование долины реки происходило в два этапа 21—18 и 13—9 тыс. лет назад. Терраса образовалась примерно 5 тыс. лет назад.